# Латишеве
Ла́тишеве — село Сніжнянської міської громади Горлівського району Донецької області, Україна. Населення становить 300 осіб.

## Загальні відомості
Відстань до райцентру становить близько 43 км і проходить автошляхом Н21.
Землі села межують із територією смт Побєда Сніжнянська міська рада Донецької області.
Унаслідок російської військової агресії із серпня 2014 р. Латишеве перебуває на тимчасово окупованій території.

## Населення

### Мова
Розподіл населення за рідною мовою за даними перепису 2001 року:
| Мова       | Кількість | Відсоток |
| ---------- | --------- | -------- |
| українська | 260       | 86.67%   |
| російська  | 40        | 13.33%   |
| Усього     | 300       | 100%     |

## Історія

### Війна на сході України
Під час війни на сході України під Латишевим 29 липня 2014 року загинула група українських спецпризначенців під командуванням підполковника Сергія Лисенка, що виконували пошукову операцію з порятунку пілотів двох збитих літаків — загалом полягло 10 військових.